# Академик Пётр Ширшов (судно)
«Академик Ширшов» — научно-исследовательское судно ГУ ДВНИГМИ СССР, построено на верфи им. Матиаса Тезена в Висмаре (ГДР)
Проект корпуса и энергетическая установка судна были основаны на серийной модели пассажирского теплохода, разработка проекта и строительство судна были произведены верфью имени Матиаса Тезена в Висмаре (ГДР).
Спуск на воду состоялся в 1967 году. Судно с корпусом длиной почти 125 м, на котором разместились 24 научные лаборатории для проведения исследований по физике моря, атмосферы и космического пространства, физике Земли, геологии океанского дна, химии и биологии океана. В ходе исследовательской деятельности «Академик Ширшов» побывал в 49 экспедиционных походах. Судно было списано ГУ ДВНИГМИ в 1991 году, после списания использовалось для пассажирских перевозок.

## Назначение
Это был поистине плавучий исследовательский институт, где в корпусе длиной почти 125 м разместились 24 научные лаборатории для проведения исследований по физике моря, атмосферы и космического пространства, физике Земли, геологии океанского дна, химии и биологии океана. Кроме этого, на судне имелось множество вспомогательных научных помещений: вычислительный центр, фотолаборатория, хранилище коллекций и сборов, чертёжная и др. При постройке судна лаборатории были неплохо оснащены научной аппаратурой, в число которой входили эхолоты различных диапазонов для непрерывной регистрации как малых глубин, так и глубин в океанских желобах, фототелеграфная аппаратура для приёма синоптических карт, дистанционные метеостанции, сейсмографы, регистраторы температуры и солёности забортной воды и многое другое.
Для исследования космических лучей на судне установили азимутальный телескоп и нейтронный супермонитор. Быстрая обработка в рейсе огромного числа измерений физических параметров обеспечивалась работой судовой ЭВМ.
Некоторые исследовательские лебёдки были не тросовые, а кабельтросовые, то есть с их помощью учёные могли опускать на глубину исследовательские зонды, информация от которых по кабелю передавалась на борт судна. В средней части корпуса находилась шахта диаметром 700 мм с отверстием в днище. Через неё при любой погоде можно было опускать за борт на глубину научные приборы.
Судно обладало высокой маневренностью за счёт использования носовых и кормовых подруливающих устройств, что облегчало выполнение сложных маневров при производстве работ в океане. Активные успокоители качки уменьшали её в 3,5 раза и обеспечивали более комфортные условия для работы учёных даже во время шторма.

## История
В 1966 году «Академик Курчатов» стал головным в серии НИС, построенных на судоверфи в Висмаре.
В период 1966—1968 гг. там были построены однотипные НИС: «Профессор Визе», «Профессор Зубов», «Академик Ширшов», «Академик Королёв» для Гидрометеослужбы, затем «Академик Вернадский» для Морского гидрофизического института Академии наук Украины, «Дмитрий Менделеев» для Института океанологии.
В дальнейшем были построены ещё четыре подобных судна для других ведомств страны.
В свою первую экспедицию «Академик Ширшов» отправился 18 января 1968 года, за весь срок службы выполнил в общей сложности сорок девять экспедиций, продолжительностью от одного до десяти месяцев.
На судне производились пуски метеорологической ракеты M-100Б.
В 1977 г. осуществлена международная экспедиция «Муссон-77» с целью метеорологических, аэрологических и океанографических наблюдений в Индийском океане и Аравийском море. В эксперименте участвовало пять советских судов, принадлежащих Дальневосточному научно-исследовательскому гидрометеорологическому институту (научно-исследовательские суда: «Академик Ширшов» — флагман, «Океан», «Прилив», «Прибой» и «Ю. М. Шокальский» — первенец научного флота), и два гидрографических судна Индии («Тетва» и «Беас»).
Свой последний научно-исследовательский рейс судно выполняло с 25 июля по 31 октября 1990 года.
22 августа 1991 года судно «Академик Ширшов», совместно с 3 судами из Владивостока: парусника «Паллада», НИС «Академик Королёв», НИС «Профессор Хромов», а также 17 яхт из различных регионов России — всего более 700 человек, принимало участие в гуманистической юбилейной экспедиции «Русская Америка 250» на Аляске и Западное побережье США.
После распада Советского союза судьба судна остаётся неизвестным. Вот последнее фото корабля, сделано в США, в порту г. Сиэтл, дата съёмки 1 июля 1991 г.

## Районы и виды наблюдений
- Южная часть Атлантического океана
- Филиппинское море
- Юго-Западная часть Тихого океана
- Тропическая часть Тихого океана
- Индийский океан
- Северо-Восточная часть Индийского океана
- Охотское море
- Южная часть Тихого океана
- Скотия море (Скоша)
- Северная часть Индийского океана
- Северная часть Тихого океана
- Северо-Западная часть Тихого океана
- Тасманово море
- Аравийское море
- Восточно-Китайское море
- Северная часть Атлантического океана
- Бенгальский залив
- Японское море
- Южно-Китайское море
- Вертикальные профили (СТГ/ЭТГ)
- Батитермографные наблюдения (BT)
- Радиоактивность (H31)
- Классические океанографические станции
- Наблюдения за течением
- Химическая гидрология (HC)
- Морская метеорология
- Загрязнение
- Актинометрические наблюдения
- Аэрологические наблюдения (M01)
- Ракетное зондирование
- Морские геологические наблюдения (G)

## Использованные материалы
- Экспедиции ДВНИГМИ, Экспедиция «Русская Америка-250» август 1991
- ЦОД ВНИИГМИ-МЦД
- исследования «Муссон-77»
- международная программа DYANA, «Муссон-79», «ЦАО „Стратомезосфера“»
- исследования «Тайфун-78» (недоступная ссылка)
- Информация о судне «Академик Ширшов» на сайте OceanInfo